# Aldo Ossola
Aldo Ossola (nacido el 13 de marzo de 1945 (80 años) en Varese, Italia)  es un exjugador italiano de baloncesto. Base histórico del baloncesto italiano, consigue con el Varese 5 Euroligas. En 1998 es nombrado como uno de los 50 mayores colaboradores de la Euroliga.

## Equipos
- 1964-1965 Pallacanestro Varese
- 1965-1968  Pall Milano
- 1968-1980 Pallacanestro Varese

## Palmarés
- LEGA (7): 1969, 1970, 1971, 1973, 1974, 1977, 1978
- Copa Italia (4): 1969, 1970, 1971, 1973.
- Copa de Europa (5): 1970, 1972, 1973, 1975, 1976.
- Copa Intercontinental (2): 1970, 1973.
- Recopa de Europa (1): (1980.
- Campeonato Europeo de Baloncesto Masculino de 1971. Italia. Medalla de Bronce..